# Tháng 3 năm 2007
Trang này liệt kê những sự kiện quan trọng vào tháng 3 năm 2007.

## Thứ năm, ngày1 tháng 3
- Paraguay tuyên bố tình trạng khẩn cấp 60 ngày trên khắp nước sau khi khoảng 15.000 người bị sốt xuất huyết Dengue.

## Thứ tư, ngày14 tháng 3
- Lầu Năm Góc xuất bản lời tuyên bố của Khalid Sheikh Mohammed nhận tội chủ mưu sự kiện 11 tháng 9 và vài chục cuộc khủng bố khác.
- Tổng thống Zimbabwe Robert Mugabe bị chỉ trích trên thế giới về vụ đánh đập và giam cầm chính khách đối lập Morgan Tsvangirai.
- Hạ Nghị viện Vương quốc Anh quyết định thay mới hệ thống Trident, vũ khí hạt nhân ngăn chặn của nước này, dù đảng Lao động phản đối.
- Tàu vũ trụ Cassini-Huygens chụp hình vài biển lớn, chắc chứa đựng hyđrocacbon, trên Titan, vệ tinh lớn nhất của Sao Thổ.

## Thứ sáu, ngày16 tháng 3
- Đại hội Đại biểu Nhân dân toàn quốc của Cộng hòa Nhân dân Trung Hoa ra luật về sở hữu tài sản tư nhân.

## Thứ năm, ngày22 tháng 3
- Cảnh sát Jamaica điều tra vụ giết Bob Woolmer, huấn luyện viên của đội cricket Pakistan.

## Thứ bảy, ngày24 tháng 3
- Tổ chức Giải vô địch bóng đá trong nhà Đông Nam Á 2007 tại Băng Cốc (Thái Lan).

## Chủ nhật, ngày25 tháng 3
- Nhật Bản bị sóng thần sau khi trận động đất có độ lớn 6,9 xảy ra tại biển Nhật Bản.

## Thứ hai, ngày26 tháng 3
- Thủ tướng Nhật Bản Abe Shinzō xin lỗi về vụ Nhật Bản bắt phụ nữ làm nô lệ tình dục cho lính trong Chiến tranh thế giới thứ hai.
- Tại Bắc Ireland, hai đảng DUP và Sinn Féin gặp nhau lần đầu tiên để định giới hạn thi hành hệ thống chia quyền.
- Melamine trong mì căng Cộng hòa Nhân dân Trung Hoa là chất hại làm nhiều vật nuôi bị bệnh hay chết ở Bắc Mỹ.

## Thứ bảy, ngày31 tháng 3
- David Hicks, tù nhân người Úc bị giữ ở vịnh Guantánamo, trở thành người đầu tiên bị kết tội ác chiến tranh ở Hoa Kỳ sau Chiến tranh thế giới thứ hai.